# 蒙特莱昂内-罗卡多里亚
蒙特莱昂内-罗卡多里亚（義大利語：Monteleone Rocca Doria），是意大利撒丁大区萨萨里省的一个市镇。总面积13.01平方公里，人口123人，人口密度9.5人/平方公里（2009年）。ISTAT代码为090040。